# Eclipse (hest)
 For alternative betydninger, se Eclipse. (Se også artikler, som begynder med Eclipse)
Eclipse (1764-1789) var Englands mest berømte galophest. Hesten fik sit navn, da der var solformørkelse, da han fødtes. Eclipse grundlagde den vigtigste hingstlinje inden for fuldblodsavlen og blev far til 335 afkom. Han var ubesejret under hele sin karriere og slog ofte de andre heste med flere hestelængder. Efter hestens første løb opstod udtrykket: "Først kommer Eclipse, derefter kommer ingenting, og så kommer resten". DNA fra Eclipse anvendes i dag i omfattende studier af, hvorvidt (og hvordan) galophestes hurtighed sidder i generne. Der uddeles en årlig pris "Eclipse Awards", hvor årets bedste galopheste hædres.

## Historie
Eclipse var en fuks af racen engelsk fuldblod og blev født i 1764 efter hingsten Marske og hoppen Spiletta, og var desuden i slægt med to af fuldblodshestenes forfædre Darley Arabian og Godolphin Arabian. Eclipse blev født på en dag med solformørkelse og fik derfor sit navn "Eclipse", der på engelsk betyder solformørkelse.
Eclipse blev opdrættet af Prins Vilhelm, hertug af Cumberland, på dennes gods Cranbourne Lodge. Men efter hertugens død i 1765 blev hele stutteriet solgt på auktion. Eclipse blev solgt til kødhandleren William Wildman for 75 guineas. Kødhandleren videresolgte herefter Eclipse med en stor fortjeneste til  den irske eventyrer Dennis O'Kelly, der sendte Eclipse til professionel træning.
I 1769 startede Eclipse i sit første løb i Epsom. Han startede sent som femårig, i modsætning til andre galopheste, der oftest begynder løb allerede som to- eller treårige. I sit første løb slog han hele startfeltet med flere længder. Eclipse vandt herefter alle de 18 løb, som han startede i. Han var aldrig specielt træt efter løbene, selvom han løb så hurtigt, at han til tider havde mere end en kilometer ned til nærmeste forfølgende hest. Eclipse vandt desuden det prestigefyldte Kings Plate hele 11 gange.
Eclipse blev til sidst pensioneret og blev herefter avlshingst på Clay Hill Stud i Surrey, nær Epsom, men blev i 1788 flyttet til O'Kellys Cannons Park Stud i Middlesex. Han fik hele 335 afkom, hvoraf 3 vandt Epsom Derby. Eclipse døde i 1789 af kolik i en alder af 25 år.

## Eclipses arv
Selv i dag anses Eclipse at være den hurtigste hest, der nogensinde har løbet på en galopbane. Med alle de afkom han efterlod, blev han også en af de vigtigste hingstlinjer inden for avlen af engelsk fuldblod. Eclipses skelet findes opbevaret på Royal Veterinary College, og i samarbejde med universitetet i Cambridge begyndte man år i 2007 et omfattande studie af de gener, der styrer hestenes hurtighed. Til brug for studiet har man skrabet DNA ud af Eclipses tænder, og man studerer endvidere nulevende galopheste. Studiet har bekræftet, at det primært er arvemassen, og ikke træningen, der afgør, om en hest bliver hurtig eller ej.

## Hæder
- Eclipse har fået opkaldt prisen Eclipse Awards efter sig. Eclipse Awards hædrer fremtrædende amerikanske galopheste, herunder "Årets hest".[4]
- Eclipse Stakes er et løb, der afvikles i England, og som er opkaldt efter Eclipse. Det bliver løbet af treårige over 2 018 meter ved Sandown Park. Løbet blev afviklet første gang i 1886.[5]